# Capi di Stato di Cipro
Per capi di Stato di Cipro, a seconda del periodo storico, si possono intendere re, governatori, proconsoli, imperatori, alti-commissari e presidenti.

## Antichità
Nell'antichità l'isola fu divisa in diversi regni, il più importante dei quali fu quello di Salamina.

### Regno di Salamina
- Teucro (mitologico)
- Eveltonte, (560–525 a.C.)
- Gorgo, (500/499–494 a.C.)
- Abdemone (415-411 a.C.)
- Evagora I (411–374 a.C.)
- Nicocle (374–368 a.C.)
- Evagora II (368–351 a.C.)
- Pnitagora (351–332 a.C.)
- Alessandro Magno (332-331 a.C.), come re di Macedonia
- Nicocreonte (331-315 a.C.)

### Regno di Soli
- Pasicrate
- Eunosto

### Regno di Cipro (315-311 a.C.)
Nel 315 a.C. Nicocreonte, con l'appoggio del faraone Tolomeo I, assoggettò le altre città dell'isola e fu incoronato unico sovrano.
- Nicocreonte (315-311 a.C.)

## Regno tolemaico d'Egitto
Nel 311 a.C. Cipro entrò a far parte dell'Egitto tolemaico e fu affidato a dei governatori militari (strategoi).
- Menelao (311–301 a.C.)
- Demetrio I Poliorcete (301–294 a.C.), come re di Macedonia
- ? (294–217 a.C.)
- Pelope (217–203 a.C.)
- Policrate di  Argo (203–197 a.C.)
- Tolomeo di Megalopoli (197–180 a.C.)
- Tolomeo Macrone (180–168 a.C.)
- Antioco IV (168–164 a.C.), come imperatore seleucide
- Archia (163–158 a.C.)
- Senofonte (158–152 a.C.)
- Andromaco (152–145 a.C.)
- Seleuco (144–131 a.C.)
- Croco (130–124 a.C.)
- Teodoro (124–118 a.C.)
- Eleno (118–117 a.C.)
- Tolomeo Sotere (117–116 a.C.)
- Tolomeo Alessandro (116–114 a.C.)
- Eleno (114–106 a.C.)

Nel 106 a.C. Tolomeo Sotere viene cacciato dall'Egitto e si rifugia a Cipro, dove si proclama sovrano del regno tolemaico di Cipro.
- Tolomeo Sotere (106–88 a.C.) (antistratego Potamone, 105-88 a.C.)

Nel 88 a.C., alla morte di Tolomeo Alessandro, Tolomeo Sotere diventa unico re d'Egitto e affida nuovamente Cipro a uno strategos.
- Cherea (88–80 a.C.)

Nell'80 a.C. Tolomeo XII, appena salito al trono d'Egitto, elevò il fratellastro Tolomeo a re di Cipro.
- Tolomeo di Cipro (80–58 a.C.)

Nel 58 a.C. Cipro entrò a far parte della Repubblica romana, ma nel 48 a.C. Giulio Cesare ridiede l'isola ai Tolomei come regno indipendente.
- Arsinoe IV e Tolomeo XIV (48–47 a.C.)

Con la fine della guerra civile alessandrina (48–47 a.C.), Arsinoe venne esiliata e Tolomeo XIV diventò re d'Egitto insieme alla sorella Cleopatra, riunificando Cipro al regno tolemaico.
- Serapione (47–41 a.C.)
- Demetrio (41–39/38 a.C.)
- Diogene (39/38–?? a.C.)

Nel 31 a.C. Ottaviano vinse la battaglia di Azio e nel 30 a.C. assediò e conquistò di Alessandria, riannettendo Cipro ai possedimenti di Roma.

## Impero bizantino
- Isacco Comneno (1184 - 1192)

## Impero britannico
Nel 1878, a seguito dl congresso di Berlino, Cipro fu protettorato della Gran Bretagna, che amministrò l'isola attraverso degli alti-commissari.
- Tenente-generale Sir Garnet Joseph Wolseley (1878–1879)
- Sir Robert Biddulph (1879–1886)
- Sir Henry Ernest Gascoyne Bulwer (1886–1892)
- Sir Walter Sendall (1892–1898)
- Sir William F.H.Smith (1898–1904)
- Sir Charles King-Harman (1904–1911)
- Hamilton Goold-Adams (1911–1915)
- Sir John Eugene Clauson (1915–1918)
- Sir Malcolm Stevenson (1918-1925)

Il 10 marzo 1925 Cipro fu definitivamente annesso all'impero britannico e fu amministrato da governatori.
- Sir Malcolm Stevenson (1925–1926)
- Sir Ronald Storrs (1926–1932)
- Sir Reginald Edward Stubbs (1932–1933)
- Sir Herbert Richmond Palmer (1933–1939)
- William Denis Battershill (1939–1941)
- Charles Campbell Woolley (1941–1946)
- Reginald Thomas Herbert Fletcher (1946–1949)
- Sir Andrew Barkworth Wright (1949–1953)
- Sir Robert Perceval Armitage (1954–1955)
- Sir John Alan Francis Harding (1955–1957)
- Sir Hugh Mackintosh Foot (1957–1960)

## Cipro del Nord
- Rauf Denktaş (1983-2005)
- Mehmet Ali Talat (2005-2010)
- Derviş Eroğlu (2010-2015)
- Mustafa Akıncı (2015-in carica)